# 锡雄河畔费里耶尔
锡雄河畔费里耶尔（法語：Ferrières-sur-Sichon，法語發音：[fɛʁjɛʁ syʁ siʃɔ̃]）是法国阿列省的一个市镇，位于该省东南部，属于维希区。

## 地理
锡雄河畔费里耶尔（46°1'31"N, 3°38'56"E）面积38.58 平方千米，位于法国奥弗涅-罗讷-阿尔卑斯大区阿列省，该省份为法国中部省份，北起涅夫勒省、西北接谢尔省，西南至克勒兹省，南至多姆山省，东南临卢瓦尔省，东临索恩-卢瓦尔省。
与锡雄河畔费里耶尔接壤的市镇（或旧市镇、城区）包括：阿罗讷、拉沙巴讷、拉吉耶尔米、拉普吕涅、拉瓦讷、勒马耶德蒙塔涅、圣克莱芒、拉绍。

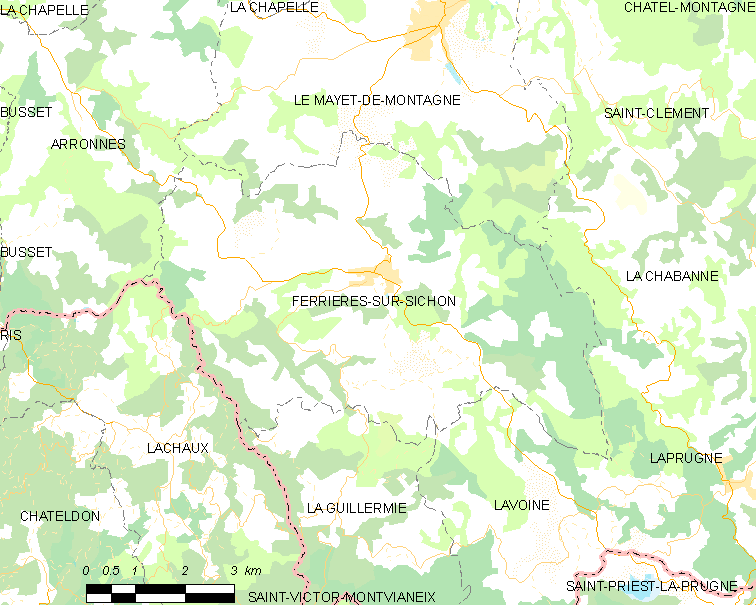
锡雄河畔费里耶尔的OSM定位图

锡雄河畔费里耶尔的时区为UTC+01:00、UTC+02:00（夏令时）。

## 行政
锡雄河畔费里耶尔的邮政编码为03250，INSEE市镇编码为03113。

## 政治
锡雄河畔费里耶尔所属的省级选区为拉帕利斯县。

## 人口

1962-2008年间锡雄河畔费里耶尔人口变化图示

锡雄河畔费里耶尔于2022年1月1日时的人口数量为506人。